# Antraknoza borówki wysokiej
Antraknoza borówki wysokiej (ang. anthracnose on blueberry) – grzybowa choroba borówki wysokiej (Vaccinium corymbosum) wywołana przez Colletotrichum gloeosporioides i Colletotrichum acutatum.

## Występowanie i objawy
W Polsce choroba pojawiła się po raz pierwszy w 2006 r. Jest to choroba o dużej szkodliwości mogąca spowodować duże straty plonu, zwłaszcza w latach o dużej ilości dni deszczowych. Badania prowadzone przez Instytut Ogrodnictwa w Skierniewicach wykazują, że w Polsce jej sprawcą jest głównie Colletotrichum acutatum.
Choroba poraża wszystkie nadziemne części pędu borówki. Na liściach powstają brązowe do ciemnobrązowych, okrągłe lub nieregularne plamy. Plamy na liściach są różnorodne; mogą to być niewielkie brunatne plamki, ale także duże, niemal czarne nekrozy. Najgroźniejsze zmiany następują na owocach. Powstają na nich zapadnięte, okrągłe lub nieregularne, nekrotyczne zmiany. Owoce stają się pomarszczone, miękkie i gniją, mogą też przedwcześnie opadać. Porażone łodygi zmieniają kolor na brązowy do ciemnobrązowego, później stają się szare i obumierają. W czasie wilgotnej pogody na porażonych owocach powstają pomarańczowołososiowe kropelki cieczy z zarodnikami grzyba. Szkodliwość choroby polega także na tym, że zebrane owoce nie wykazujące zmian chorobowych, przechowują się gorzej i po dłuższym czasie przechowywania nie nadają się do spożycia.
Szczególnie podatne na antraknozę są odmiany: ‘Patriot’ oraz ‘Bluecrop’, ‘Bluetta’, ‘Blueray’, ‘Jersey’

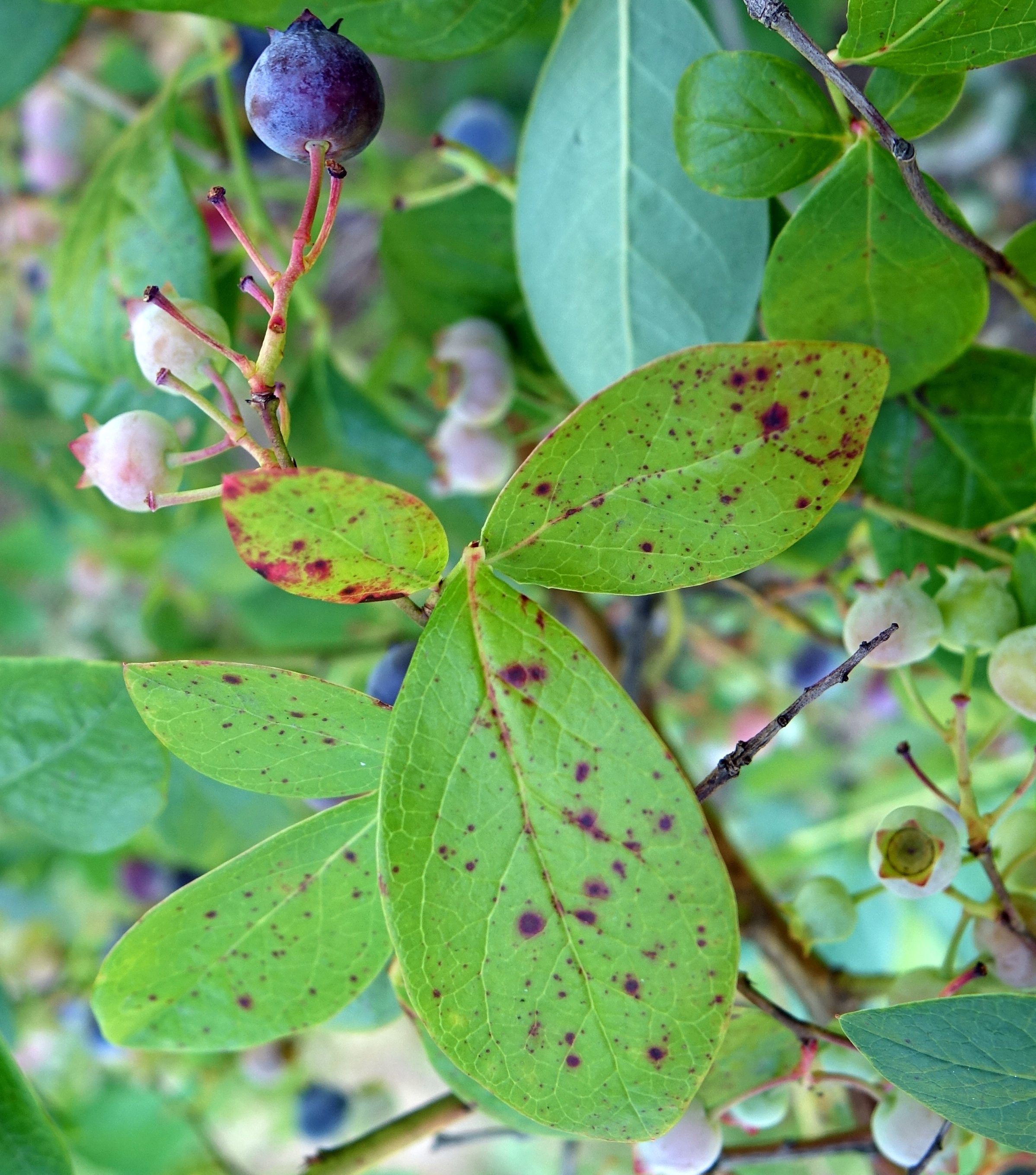
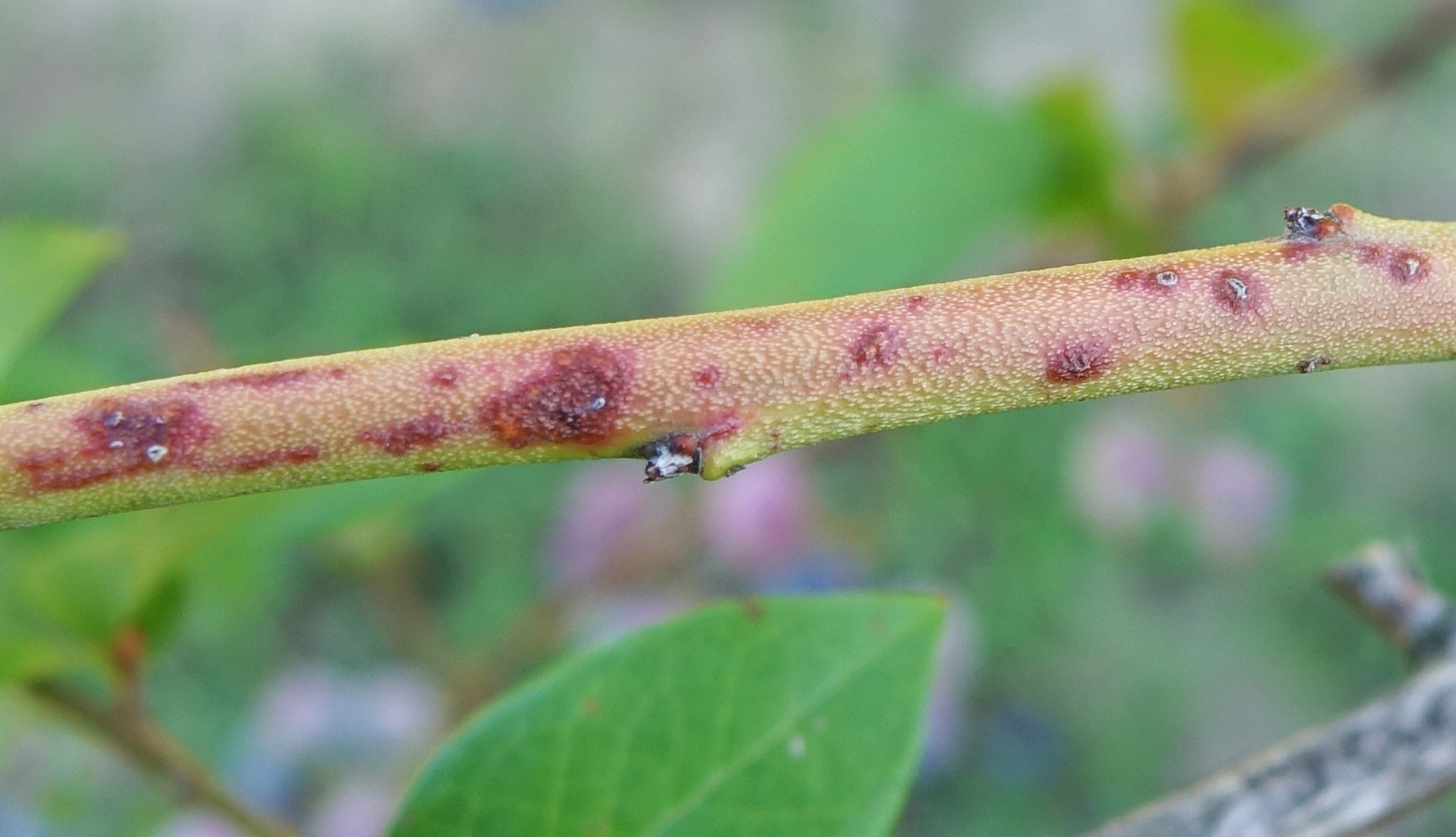
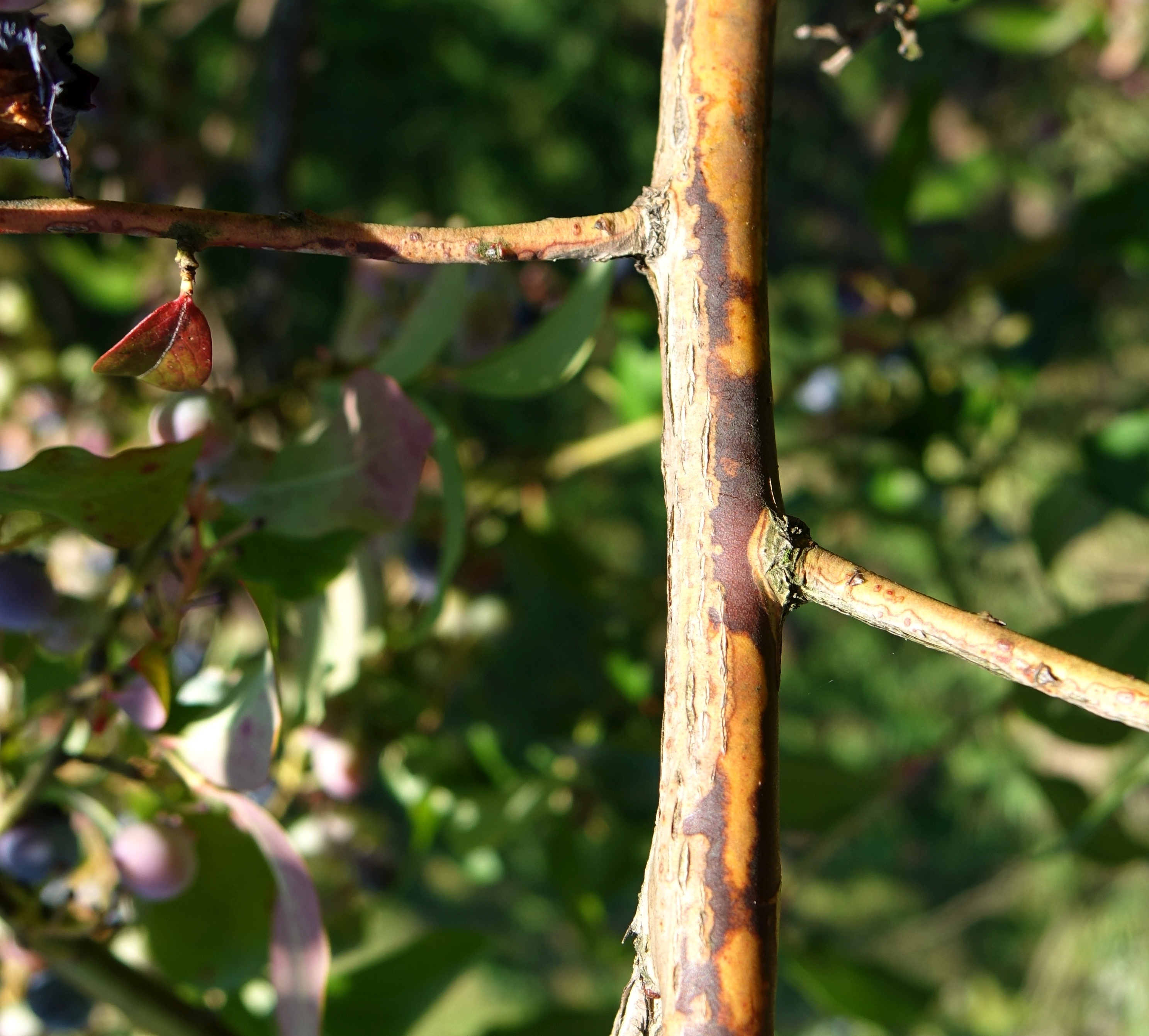
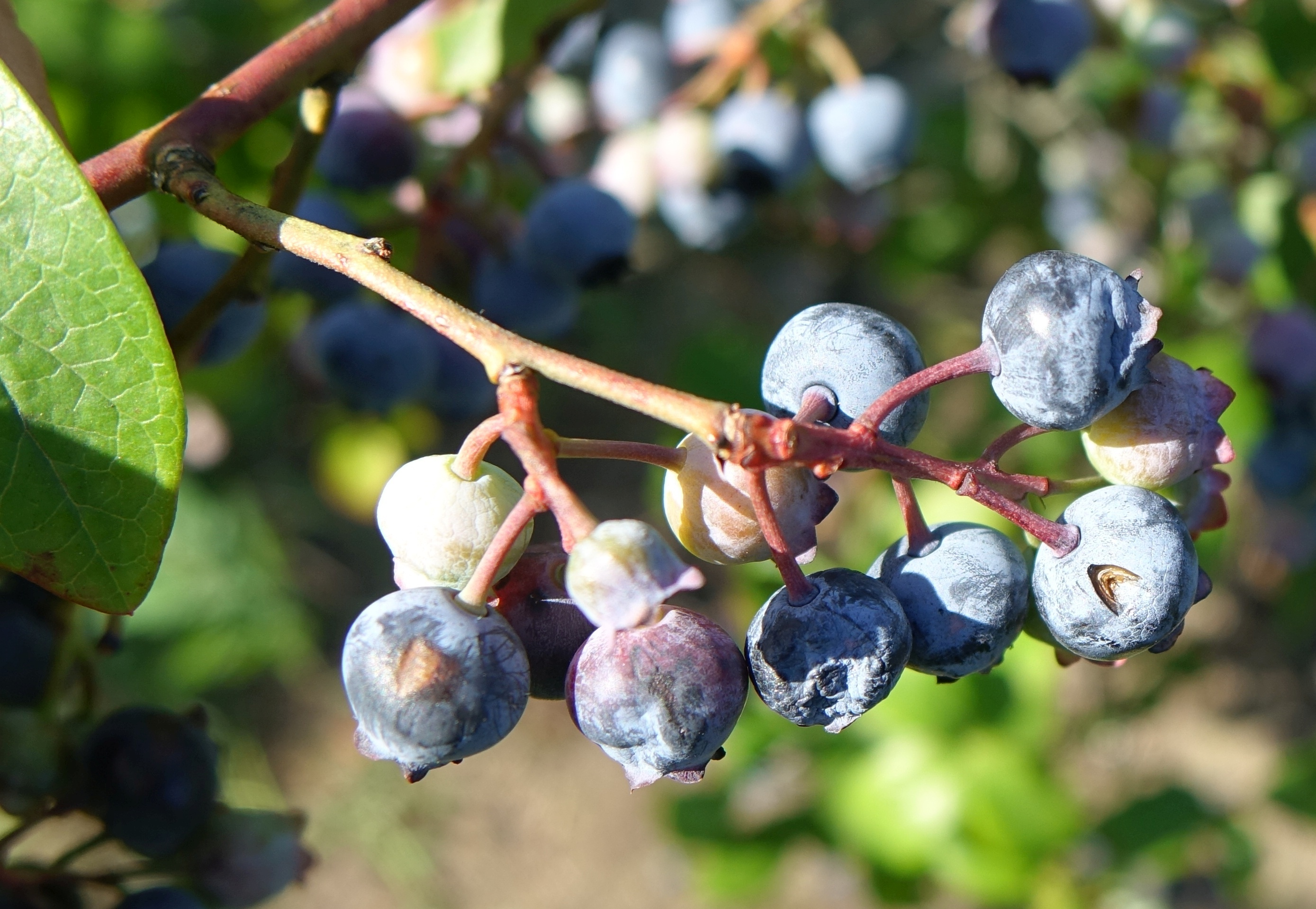

i ‘Spartan’.

## Epidemiologia
Colletotrichum acutatum zimuje na porażonych i obumarłych pędach borówki. W sezonie wegetacyjnym jego grzybnia tworzy zarodniki konidialne, które podczas wilgotnej pogody rozprzestrzeniają chorobę infekując kwiaty i owoce. Infekcje mogą następować w każdej fazie ich rozwoju,. Zarodniki, głównie na pędach i owocach, wytwarzane są przez cały sezon wegetacyjny i dokonują infekcji wtórnych.

## Ochrona
- Sadzenie tylko zdrowych, kwalifikowanych sadzonek,
- wycinanie i niszczenie porażonych pędów,
- usuwanie z plantacji porażonych owoców,
- stosowanie preparatu biologicznego Polyversum WP,
- unikanie deszczowania,
- szybkie schładzanie owoców po zbiorze,
- opryskiwanie fungicydami od początku kwitnienia aż do zbiorów. Liczba zabiegów jest zależna od pogody[3]

Aby stwierdzić, czy opryskiwanie jest konieczne, należy od kwietnia monitorować plantację. Jeżeli porażonych jest ponad 10% pędów zachodzi konieczność stosowania fungicydów. Może wystarczyć opryskiwanie tylko do czasu zawiązania się owoców, ale aby to stwierdzić, należy monitorować również ilość porażonych owoców. Jeżeli jest ich ponad 10% oznacza to, że należy kontynuować opryskiwanie aż do zbiorów (z zachowaniem okresu karencji). W czasie zbiorów należy ocenić ilość porażonych owoców. Jeżeli jest ich ponad 3%, to partia z takimi owocami nie nadaje się do dłuższego przechowywania i owoce powinny być szybko skonsumowane lub przetworzone, ponieważ przy dłuższym przechowywaniu mogą się psuć. Można też zrobić próbę bibułową: owoce podejrzane o to, że są porażone, umieszcza się w pojemniku na pakiecie wilgotnej bibuły. Po 2–3 dniach w temperaturze pokojowej na porażonych owocach będą tworzyć się łososioworóżowe krople.